# هربرت باير
هربرت باير ل (بالإنجليزية: Herbert Bayer)‏ (و. 1900 – 1985 م) هو مهندس معماري، ومصمم جرافيك، ومصور، ورسام، ونَحّات من النمسا، الولايات المتحدة الأمريكية .

## روابط خارجية
- هربرت باير على موقع الموسوعة البريطانية (الإنجليزية)
- هربرت باير على موقع ديسكوغز (الإنجليزية)